# Stranger
"Stranger" é uma canção da atriz e cantora Hilary Duff, lançada como o terceiro e último single do álbum Dignity. Havia rumores, do público, de que a música falava sobre o ex-namorado de Hilary Duff, Joel Madden. Segundo ela, a canção é sobre como realmente pensou que sua mãe se sentia em relação à seu pai, que teve um caso com outra mulher. A canção tem um tema egípcio e é o single de maior sucesso de Hilary Duff, tendo a primeira posição em mais de 5 países.

## Charts
| Parada (2007)                      | Melhor posição |
| ---------------------------------- | -------------- |
| Canadá - Hot 100 Singles           | 86             |
| Bulgaria Singles Top 40            | 2              |
| Croacia UJDETO Charts              | 3              |
| Reino Unido Top 200                | 195            |
| Europa 200                         | 139            |
| Europa Hit Radio                   | 15             |
| Grecia Top 50 Singles              | 42             |
| Hong Kong Metro Radio              | 1              |
| Italia Singles Chart               | 6              |
| Malta Airplay Chart                | 7              |
| México Top 100 Single Chart        | 80             |
| Russia Power Top 50                | 22             |
| Singapura Top 20                   | 8              |
| Espanha Top 20                     | 14             |
| U.S. Billboard Hot 100             | 97             |
| U.S. Billboard Pop 100             | 83             |
| U.S. Billboard Hot Dance Club Play | 1              |
| U.S. Billboard Global Dance Tracks | 12             |

## Faixas
Promo CD
1. "Stranger"
2. "Stranger" (Vada mix)
Espanha CD
1. "Stranger"
2. "Stranger" (Smax & Thomas Gold club mix)
3. "Stranger" (WaWa mix)
4. "With Love" (Bimbo Jones club mix)
Mexico CD
1. "Stranger" - 4:12
2. "Stranger" (WaWa mix) - 7:09
3. "Stranger" (A. Castillo Club mix) - 6:46

## Versões e Remixes
1. "Stranger" (Vada Nobles|Vada mix) – 4:21
2. "Stranger" (Albert Castillo club mix) – 6:47
3. "Stranger" (Albert Castillo radio edit) – 3:51
4. "Stranger" (Bermudez & Preve Neon mixshow edit) – 4:38
5. "Stranger" (Bermudez & Preve Neon radio edit) – 3:30
6. "Stranger" (Jody den Broeder 86 club mix) – 7:28
7. "Stranger" (Jody den Broeder 86 edit) – 4:04
8. "Stranger" (Jody den Broeder Royal dub) – 8:07
9. "Stranger" (Smax & Thomas Gold remix) – 8:50
10. "Stranger" (Smax & Thomas Gold dub) – 8:34
11. "Stranger" (WaWa remix) – 7:07
12. "Stranger" (WaWa dub) – 6:19
13. "Stranger" (WaWa radio mix) – 3:11
14. "Stranger" (Vission Solmatic mix) – 6:22
15. "Stranger" (Richard Vission vs Dave Audé club mix) – 6:05
16. "Stranger" (Richard Vission vs Dave Audé One dub) – 5:20
17. "Stranger" (Richard Vission vs Dave Audé mixshow) – 5:36
18. "Stranger" (Richard Vission vs Dave Audé edit) – 3:22
19. "Stranger" (radio edit) – 3:16
20. "Stranger" (original edit) – 3:22
21. "Stranger" (UK radio edit) – 3:08